# Rózsafa (település)
Rózsafa (1898-ig Büdösfa) község Baranya vármegyében, a Szigetvári járásban.

## Fekvése
Szigetvártól keletre helyezkedik el, Nagypeterd déli szomszédságában. A további szomszédos települések: kelet felől Szentdénes, délkelet felől Sumony, dél felől Bánfa, délnyugat felől Katádfa, nyugat felől Dencsháza, északnyugat felől pedig Botykapeterd.

### Megközelítése
Csak közúton érhető el, az 58 104-es számú mellékúton, a 6-os főútról Nagypeterdnél letérve. Ugyanez az út innen még továbbvezet a zsáktelepülésnek tekinthető Bánfáig; a hasonló adottságokkal bíró Katádfával a községet az 58 105-ös számú mellékút köti össze.

## Története
A település neve a hagyományok szerint az Árpád-korban Vidusfalva, Vitusfa volt.
Rózsafa település neve 1330-ban tűnt fel először az oklevelekben Scentmihalfoluaként, egy almamelléki ügyben tanúskodó nemes nevében. Ekkor már temploma is volt, s annak védőszentjéről kaphatta a Szentmihályfalva nevet. Templomát a fennmaradt adatok szerint 1570 körül a törökök rombolták le.
A török idők után a Werbőcziek, majd a Perczel család lett a település birtokosa. Az 1700-as évek közepén a falu neve – ismeretlen okból – Büdősfára változott. A mai Rózsafa nevet a 19. század legvégén kapta.
A 20. század elején Baranya vármegye szentlőrinczi járásához tartozott. Az 1910-es népszámláláskor Rózsafának 612 lakosa volt, melyből 609 magyar volt. Ebből 99 római katolikus, 510 református, 3 evangélikus volt.
A 2001-es népszámláláskor 399 lakosa volt, 2008. január 1-jei adatok alapján 393 lakosa volt Rózsafa településnek.

## Közélete

### Polgármesterei
- 1990–1994: Varga Sándor (Tinódi Lantos Sebestyén Közművelődési Egyesület)[4][5]
- 1994–1998: Varga Sándor (Közművelődési Egyesület Rózsafa)[6]
- 1998–2002: Makk Andrásné (független)[7]
- 2002–2006: Makk Andrásné (független)[8]
- 2006–2010: Makk Andrásné (független)[9]
- 2010–2014: Makk Andrásné (független)[10]
- 2014–2017: Bogdán László (Fidesz-KDNP)[11]
- 2018–2019: Németh Norbert (független)[12]
- 2019–2024: Németh Norbert (független)[13]
- 2024– : Németh Norbert (független)[1]

A településen 2018. február 25-én időközi polgármester-választást (és képviselő-testületi választást) tartottak, az előző képviselő-testület önfeloszlatása miatt. A választáson a hivatalban lévő polgármester is elindult, de öt jelölt közül csak a második helyet érte el.

## Népesség
A település népességének változása:
| Lakosok száma | 353  | 343  | 333  | 326  | 309  | 323  | 325  | 319  |
|               | 2013 | 2014 | 2015 | 2019 | 2021 | 2022 | 2023 | 2024 |

A 2011-es népszámlálás során a lakosok 87,5%-a magyarnak, 19,9% cigánynak, 0,3% németnek, 1,1% románnak mondta magát (12,5% nem nyilatkozott; a kettős identitások miatt a végösszeg nagyobb lehet 100%-nál). A vallási megoszlás a következő volt: római katolikus 39%, református 13,4%, görögkatolikus 0,3%, felekezeten kívüli 31,9% (15,4% nem nyilatkozott).
2022-ben a lakosság 88,5%-a vallotta magát magyarnak, 16,1% cigánynak, 0,3% németnek, 0,3% horvátnak, 0,3% románnak, 0,9% egyéb, nem hazai nemzetiségűnek (11,1% nem nyilatkozott; a kettős identitások miatt a végösszeg nagyobb lehet 100%-nál). Vallásuk szerint 31% volt római katolikus, 6,5% református, 0,6% görög katolikus, 0,3% ortodox, 1,2% egyéb katolikus, 29,1% felekezeten kívüli (31,3% nem válaszolt).

## Nevezetességei
- Református templom
- Perczel-kastély
- Tinódi Lantos Sebestyén szobra

A hagyományok szerint Rózsafa határában volt Tinódfalva, amely később elpusztult. Tinódi Lantos Sebestyén szülőhelyét ma is Tinódi dűlőnek nevezik Rózsafán. 1981-ben emléktáblát is avattak és a téesz-központban felállították Tinódi mellszobrát. A falu központjában – sajnos már elnémult – zenélő kúton dombormű örökíti meg a históriás énekek szerzőjét. A község 1986-ban alakult közművelődési egyesületét is Tinódi Lantos Sebestyénről nevezték el. Újabban pedig a község címerébe jelképként bekerült hangszere.